# Овари (княжество)
Княжество Овари (яп. 尾張藩  Овари-хан), также известно как княжество Нагоя (яп. 名古屋藩 Нагоя-хан) — феодальное княжество (хан) в Японии периода Эдо (1610—1871). Располагалось в провинциях Овари, Мино и Синано (сейчас западная часть префектуры Аити).

## История
Административный центр княжества: замок Нагоя в городе Нагоя.
Доход хана: 619 500 коку риса.
В 1595—1600 годах провинция Овари с резиденцией в замке Киёсу (доход 240 тыс. коку) находилась под контролем даймё Фукусимы Масанори (1561—1624), вассала Тоётоми Хидэёси. В 1600 году после победы Токугавы Иэясу в битве при Сэкигахаре Фукусима Масанори был переведен из Овари в провинцию Аки, где получил во владение княжество Хиросима.
В 1610 году княжество Овари было передано во владение 6-летнему Токугаве Ёсинао, девятому сыну первого сёгуна Токугавы Иэясу.
Овари-хан управлялся боковой ветвью сёгунской династии Токугава, которая относилась к симпан-даймё и имела статус правителя провинции (яп. 国主 кокусю). Князья Овари-хана занимали первое место среди госанкэ, трёх наиболее значительных ветвей рода Токугава. Княжество Овари было крупнейшим доменом рода, не считая владений сёгунов.
Овари-хан был ликвидирован в 1871 году.

## Правители княжества
| №  | Имя               | Имя         | Годы правления | Годы жизни  | Примечания                                                                                 |
| -- | ----------------- | ----------- | -------------- | ----------- | ------------------------------------------------------------------------------------------ |
| 1  | Токугава Ёсинао   | (徳川 義直  | 1610 — 1650    | 1601 — 1650 | Девятый сын первого сёгуна Токугавы Иэясу                                                  |
| 2  | Токугава Мицумото | 徳川 光友   | 1650 — 1693    | 1625 — 1700 | Старший сын Токугавы Ёсинао                                                                |
| 3  | Токугава Цунанари | 徳川 綱誠   | 1693 — 1699    | 1652 — 1699 | Старший сын Токугавы Мицумото                                                              |
| 4  | Токугава Ёсимити  | 徳川 吉通   | 1699 — 1713    | 1689 — 1713 | Девятый сын Токугавы Цунанари                                                              |
| 5  | Токугава Гороута  | 徳川 五郎太 | 1713 — 1713    | 1711 — 1713 | Старший сын Токугавы Ёсимити                                                               |
| 6  | Токугава Цугутомо | 徳川継友    | 1713 — 1730    | 1692 — 1731 | Одиннадцатый сын Токугавы Цунанари                                                         |
| 7  | Токугава Мунэхару | 徳川 宗春   | 1730 — 1739    | 1696 — 1764 | Девятнадцатый сын Токугавы Цунанари, младший брат Цугутомо                                 |
| 8  | Токугава Мунэкацу | 徳川 宗勝   | 1739 — 1761    | 1705 — 1761 | Старший сын Мацудайры Томоаки, внук Мицумото                                               |
| 9  | Токугава Мунэтика | 徳川 宗睦   | 1761 — 1799    | 1733 — 1800 | Второй сын Токугавы Мунэкацу                                                               |
| 10 | Токугава Наритомо | 徳川 斉朝   | 1800 — 1827    | 1793 — 1850 | Старший сын Токугавы Харукуни                                                              |
| 11 | Токугава Нарихару | 徳川 斉温   | 1827 — 1839    | 1819 — 1839 | Девятнадцатый сын сёгуна Токугавы Иэнари, двоюродный брат и приемный сын Токугавы Наритомо |
| 12 | Токугава Наритака | 徳川 斉荘   | 1839 — 1845    | 1810 — 1845 | Двенадцатый сын 11-го сёгуна Токугавы Иэнари, старший брат Нарихару                        |
| 13 | Токугава Ёсицугу  | 徳川 慶臧   | 1845 — 1849    | 1836 — 1849 | Седьмой сын Токугавы Наримасы, усыновлен Токугавой Наритакой                               |
| 14 | Токугава Ёсикацу  | 徳川茂承    | 1849 — 1858    | 1824 — 1883 | Второй сын Мацудайры Ёситацу, главы рода Токугава Таясу                                    |
| 15 | Токугава Мотинага | 徳川 茂徳   | 1858 — 1863    | 1831 — 1884 | Пятый сын Мацудайры Ёситацу, младший брат Ёсикацу                                          |
| 16 | Токугава Ёсинори  | 徳川 義宜   | 1864 — 1870    | 1858 — 1875 | Третий сын Токугавы Ёсикацу                                                                |
| 17 | Токугава Ёсикацу  | 徳川茂承    | 1870 — 1871    | 1824 — 1883 | Второй сын Мацудайры Ёситацу                                                               |